# Palanka (Chorwacja)
Palanka – wieś w Chorwacji, w żupanii zadarskiej, w gminie Gračac. W 2011 roku liczyła 19 mieszkańców.